# Incidente di Port Hamilton
L'incidente di Port Hamilton o incidente dell'isola Geomun fu l'occupazione, dal 15 aprile 1885 al 27 febbraio 1887, dell'isola coreana di Geomun (Port Hamilton) da parte della Royal Navy.
Il governo britannico era allarmato dalle voci di un accordo segreto tra e la Corea e la Russia, che intendeva utilizzare l'isola di Geomun come stazione di rifornimento. In realtà la proposta di occupare le isole era già stata presa in considerazione dal secondo governo Disraeli nel luglio 1875, ma era stata respinta dal ministro degli Esteri Lord Derby, per evitare di creare un precedente.
I britannici stabilirono un porto sull'isola, assicurandosi così una base navale in Estremo Oriente al di fuori della Cina, in caso di neautralità di quest'ultima in un'eventuale guerra tra Regno Unito e Russia. Nelle dichiarazioni ufficiali, il governo britannico affermò che l'occupazione era stata intrapresa per prevenire l'annessione russa dell'isola. Diplomatici come l'allora ministro francese in Giappone e giornali come il Novoe Vremiya ipotizzarono che la Russia avrebbe controbilanciato l'occupazione britannica impadronendosi di Port Lazarev (Wŏnsan) o dell'isola di Jeju.
In risposta alle azioni britanniche la Russia minacciò di occupare territori coreani. Dopo aver ricevuto dai russi assicurazioni sul fatto che non avrebbero dato seguito alle loro minacce, i britannici si ritirarono dall'isola.